# Comuna Șulhivka, Petrîkivka
Șulhivka (în ucraineană Шульгівка) este o comună în raionul Petrîkivka, regiunea Dnipropetrovsk, Ucraina, formată din satele Plaveșciîna, Sorociîne, Sudivka și Șulhivka (reședința).

## Demografie
Componența lingvistică a satului Șulhivka
     Ucraineană (97,35%)
     Rusă (2,02%)
     Alte limbi (0,12%)
Conform recensământului din 2001, majoritatea populației satului Șulhivka era vorbitoare de ucraineană (97,35%), existând în minoritate și vorbitori de rusă (2,02%).